# Viktoriahaus (Berlin)
Das Viktoriahaus in Berlin-Friedrichshain war ein 1885 auf Initiative und aus Mitteln der Kronprinzessin Victoria errichtetes Gebäude für die Krankenpflege. Es stand an der Landsberger Allee 19–20 Ecke Matthiasstraße, gegenüber dem Krankenhaus Friedrichshain. Die Krankenpflegerinnen hier wurden Viktoriaschwestern genannt und waren für den Hospitaldienst, besonders an armen und kinderreichen Familien, ausgebildet.
Das fünfgeschossige Haus im Backsteinstil mit einigen Ziertürmchen wurde im Zweiten Weltkrieg so stark zerstört, dass es nicht wieder aufgebaut werden konnte.